# Horné Saliby
Horné Saliby este o comună slovacă, aflată în districtul Galanta din regiunea Trnava, pe malul râului Dudváh⁠(d). Localitatea se află la altitudinea de 115 m deasupra n.m., se întinde pe o suprafață de 34,84 km2 și în 2017 număra 3.283 de locuitori.

## Istoric
Localitatea Horné Saliby este atestată documentar din 1233.

## Demografie
| An:                | 1994 | 2004   | 2014   | 2024   |
| ------------------ | ---- | ------ | ------ | ------ |
| Număr de persoane: | 3046 | 3156   | 3226   | 3169   |
| Diferență:         |      | +3,61% | +2,21% | −1,76% |

| An:                | 2023 | 2024   |
| ------------------ | ---- | ------ |
| Număr de persoane: | 3200 | 3169   |
| Diferență:         |      | −0,96% |